# Colorless green ideas sleep furiously

"Colorless green ideas sleep furiously." の構文木。詳細にはXバー理論による構造。

"Colorless green ideas sleep furiously"（直訳: 色無き緑の考えが猛烈に眠る）は、ノーム・チョムスキーによる例文であり、言語学的な観点から、構文的（統語論的）には正しい、すなわち言語学の専門用語でいう「非文」ではない、にもかかわらず、意味的（意味論的）には意味をなさない（nonsense）というような文の例として提示された。
チョムスキーが初めてこれを書いたのは1955年の論文『言語理論の論理構造』(Logical Structures of Linguistic Theory)であり、1957年刊行の著書『統辞構造論』でも用いられた。前述のような特徴から、統語論と意味論との境界を顕にするという性質を持った文であるとして言語学などで扱われる。カテゴリー錯誤の一例として、当時有力だった統計的モデルへの疑問を示し、より体系的なモデルの必要性を示すために使われた。

## 詳細
チョムスキーは下記のようにこの例を用いた。

1. Colorless green ideas sleep furiously.
2. *Furiously sleep ideas green colorless.

It is fair to assume that neither sentence (1) nor (2) (nor indeed any part of these sentences) has ever occurred in an English discourse. Hence, in any statistical model for grammaticalness, these sentences will be ruled out on identical grounds as equally "remote" from English. Yet (1), though nonsensical, is grammatical, while (2) is not grammatical.

試訳:

1. 色無き緑の考えが猛烈に眠る。
2. (非文)猛烈に眠る考え緑の色無き。

文(1)も(2)も（あるいはこれら2文のうちのどの部分も）英語の談話にかつて現れたことはないと仮定することは妥当であろう。ゆえに、いかなる文法的正しさについての統計的モデルのもとでも、この2文は同一の根拠にもとづいて英語から同じくらい"離れている"ものとされ、許容されない。にもかかわらず、文(1)は意味をなさないものの文法的であり（is grammatical）、一方で文(2)は文法的でない（is not grammatical）。

この文が無意味であることがチョムスキーの論点の基盤だと思われがちであるが、そうではなく、どちらの文もかつて一度も具体的には存在していないことをあてにしているのである（統計的モデルとはそういうことである。即ち、既に存在している文からしか、統計的モデルは得られない）。また、誰かが適当で無理のない意味を与えようとも、あるいは、この表現を単独もしくは何かと組み合わせて誰かが口にするのは初めてであっても、そういったこととは無関係に、この2つの例の片方は構文的にありえる文であり、もう片方は構文的にありえない「非文」である、ということは明らかである（ように見える）。そしてこれは、人間の発話が、語の連続の統計といった、表面的な統計的モデルに基づくという見解への反例に用いられた。
ただしこれは、チョムスキーが（ないし、生成文法が）コーパスを無視しているあるいは無用としている、ということでもない。「Colorless green ideas sleep furiously.」という文が、生成文法の観点から非文ではない（grammaticalである）ということもまた、字句的に全く同じ文が具体的・直接的には過去に存在していなくても、間接的には、同様な品詞の並びによる文が過去に多数存在していることが、英語の（生成文法による）文法の結局は根拠だからである。つまり技術的には、それを扱うには品詞などの情報が付加された、いわゆるタグ付きコーパスが要る。

## 意味をなす解釈の試み
この文は多義性を通じて解釈しうる。greenもcolorlessも比喩的な意味を持ち、colorlessを「地味な」、greenを「未熟な」との意味で受け取ることが可能である。 その結果「特徴のない幼稚な考えは暴力的な悪夢を持つ」と解釈でき、比較的分かりやすくなる。特にgreenを「出来たばかりの」として、sleepを比喩的に「精神もしくは言葉の休眠」として捉えると論理的な意味も持ちうる。
文脈を通じてこの文に意味を与えようと作家らは試みてきた。この文を成り立たせる文脈を最初に作ったのは中国人言語学者の趙元任である 。1985年にはスタンフォード大学で文学コンテストが開催され、出場者は100語以内の散文かもしくは14行の韻文を使ってチョムスキーの文に意味を与えることが求められた。以下に挙げるものはC・M・ストリートによる出場作品例である。
It can only be the thought of verdure to come, which prompts us in the autumn to buy these dormant white lumps of vegetable matter covered by a brown papery skin, and lovingly to plant them and care for them. It is a marvel to me that under this cover they are labouring unseen at such a rate within to give us the sudden awesome beauty of spring flowering bulbs. While winter reigns the earth reposes but these colourless green ideas sleep furiously.
（試訳）秋になると褐色の薄皮に覆われた休眠状態の白い球根を購入し、愛情を込めて埋め、世話をしたくなるのは、萌え出る新緑を想うからに他ならない。驚きだが皮の下で球根は、春になるとすぐに咲き誇れるよう人知れず努力を重ねているのだ。冬が猛威を振るうなか地面は静まり返っているが、この色のない緑の想いは活発に眠っている。

## 統計学的課題
ペンシルバニア大学のフェルナンド・ペレイラはチョムスキーが設定したような単語頻度を統計モデルとして仮定して議論するのは統計モデルの側を単純化しすぎていて非現実的だとし、より汎化能力のある潜在変数付きのモデルを用いれば、"Furiously sleep ideas green colorless"が"Colorless green ideas sleep furiously"と比べおよそ20万倍現れにくいことを新聞コーパスによる実験を通じて示した。
この統計モデルは類似度測定基準を定義し、その基準により、ある点でコーパス内の文に比較的類似した文は、より類似度が低い文よりも高い値が代入される。ペレイラのモデルは同じ文でも統語的に正しい形より非文法的な物により低い可能性を割り当てた。このことから統計モデルは文法性の特質を最低限の言語学的仮定で記憶させることが可能であると証明した。しかし、あらゆる非文法的な文にあらゆる文法的な文に比べて低い可能性を割り当てるかは不明である。つまり"colorless green ideas sleep furiously"は依然として統計上ほかの非文法的な文と比べ英語から"離れている"可能性がある。これについて、全ての英語の文法的な文と非文法的な文を区別することのできる文法理論は現時点では存在しない。

## 関連例・類例
この文よりも古い同じような例文が少なくとも1つ、恐らくもっと多く存在する。先駆的フランス人統語論者のルシアン・テニエールは"Le silence vertébral indispose la voile licite"（直訳: 脊椎の沈黙は合法的な帆を不能にする）というフランス語の文を考案した。
優美な屍骸ゲーム(1925年)は無意味な文を生成する方法である。この名前は最初に作られたフランス語の文"Le cadavre exquis boira le vin nouveau" （優美な死骸は新しいワインを飲むだろう）に由来する。
広く普及しているゲームのマドリブでは、選ばれたプレーヤーは他のプレーヤーに文脈の情報は与えずに品詞を挙げてもらう（例えば「何か固有名詞を言って」、「何か形容詞を言って」のように）。その言葉はあらかじめ作られていた文に挿入される。その文は正しい文法構造を備えているが、部分的に語が抜けている。このゲームの面白さは文法的だが意味がなかったり、馬鹿げていたり、（「やかましいサメ」と「執拗な高利貸」との2つの意味に取れるloud sharksのように）曖昧であったりする文を作り出すところにある。しばしばこのゲームではダブル・ミーニングも出来上がる。
似ている日本のゲームに『いつどこで誰が何をしたゲーム』がある。これは参加者が順番に自由にイメージを膨らませる言葉遊びの一種であり、参加者はそれぞれが考えたいつ、どこで、誰が、何をしたのかを発言し、他の参加者にその続きを考えさせる。
この文に似た、より古い例があるのは疑いがなく、ことによると言語文学の哲学から存在するかもしれない。だが焦点が主に際どい事例だったことを考慮すると、必ずしも論争にならないものではない。例えば論理実証主義者は"形而上学的な"（すなわち経験的には立証不可能な）発言は断じて無意味であると考えた。例えばルドルフ・カルナップは自身の論説で、マルティン・ハイデッガーの著作のほぼ全ての文は文法的には正しいけれども無意味だと論じた。当然ながら論理実証主義者でない哲学者の幾人かはこの考えに異議を唱えた。
哲学者バートランド・ラッセルは同様の主張をすべく"Quadruplicity drinks procrastination"(直訳: 四重性は先延ばしを飲む)という文を使った。 ウィラード・ヴァン・オーマン・クワインはラッセルに反論した。ある文が偽であることはその文が真でないに過ぎず、四重性は何も飲まないため、無意味なのではなく単に偽であることが理由である。
ジョン・ホランダーは自著"The Night Mirror"(夜の鏡)の中で"Coiled Alizarine"（コイル状のアリザリン）という名の詩を書いている。その詩はチョムスキーの文で終わる。
クライヴ・ジェイムズは自著"Other Passports: Poems 1958-1985"（他の旅券: 詩集1958-1985年）の中で"A Line and a Theme from Noam Chomsky（ノーム・チョムスキーからの詩行と主題）と題した詩を書いた。チョムスキーの2番目の無意味な文で始まり、ベトナム戦争を論じている。
別のアプローチとして、統語論的に正しく容易に構文を解析できる文をナンセンスな語を用いて作り出す方法がある。広く知られた例に「ゴスタクはドッシュをディスティムする」がある。文学効果を狙ったものであるが、ルイス・キャロルのジャバウォックの詩もこの手法を使っていることで有名である。ロシアの言語学の文脈ではグローカヤ・クーズドラの例も知られている。
古い日本の例としては、万葉集に、「吾妹子（わぎもこ）が額（ぬか）に生（お）ひたる双六（すぐろく）の牡牛（ことひのうし）の鞍の上の瘡（かさ）」（私の愛しい女の額に生えた双六のような、牡牛の鞍の上の腫れ物）、「吾が背子が犢鼻（たふさき）にする円石（つぶれし）の吉野の山に氷魚（ひを）ぞ下がれる」（私の愛しい男が褌にしている丸い石のように、吉野の山に鮎の稚魚がぶら下がっている）という歌がある（巻16: 3838, 3839）。これは、ナンセンスな歌を作った者に褒美を与えるという舎人親王の命令に対して、大舎人安倍朝臣子祖父（あべのあそみこおぢ）という人物が献上したものである。文法上も和歌の形式上も問題なく正しいが、ナンセンスである。
その他の議論の余地のある"無意味な発話"としては、意味をなし文法的でもあるが、実世界の現状に指示内容が存在しないようなものがある。「フランス国王は禿げ頭だ」のような文である。それは今日フランスに国王は存在しないからである（確定記述を参照）。